# Fallet Winslow (film, 1948)
Fallet Winslow (engelska: The Winslow Boy) är en brittisk dramafilm från 1948 i regi av Anthony Asquith. Filmens manus skrevs delvis av Terence Rattigan, som en bearbetning på hans pjäs The Winslow Boy från 1946. I huvudrollerna ses Robert Donat, Sir Cedric Hardwicke och Margaret Leighton. I övriga roller märks bland andra Basil Radford, Kathleen Harrison, Francis L. Sullivan, Marie Lohr, Jack Watling, Stanley Holloway, Mona Washbourne, Ernest Thesiger, Wilfrid Hyde-White och Cyril Ritchard. En nyinspelning gjordes 1999 av David Mamet, med Nigel Hawthorne, Rebecca Pidgeon, Jeremy Northam och Gemma Jones.

## Rollista i urval
- Robert Donat – Sir Robert Morton
- Cedric Hardwicke – Arthur Winslow
- Basil Radford – Desmond Curry
- Margaret Leighton – Catherine Winslow
- Kathleen Harrison – Violet
- Francis L. Sullivan – distriktsåklagaren
- Marie Lohr – Grace Winslow
- Jack Watling – Dickie Winslow
- Walter Fitzgerald – First Lord
- Frank Lawton – John Watherstone
- Neil North – Ronnie Winslow
- Nicholas Hannen – överste Watherstone
- Evelyn Roberts – Hamilton MP
- W.A. Kelley – Brian O'Rourke
- Marie Michelle – Mrs. Curry
- Mona Washbourne – Miss Barnes
- Ivan Samson – kapten Flower
- Kynaston Reeves – Lord Chief Justice
- Ernest Thesiger – Mr. Ridgeley Pierce
- Vera Cook – Violets vän
- Stanley Holloway – komiker
- Cyril Ritchard – Music Hall-sångare
- Noel Howlett – Mr. Williams
- Wilfrid Hyde-White – Wilkinson